# Матиши

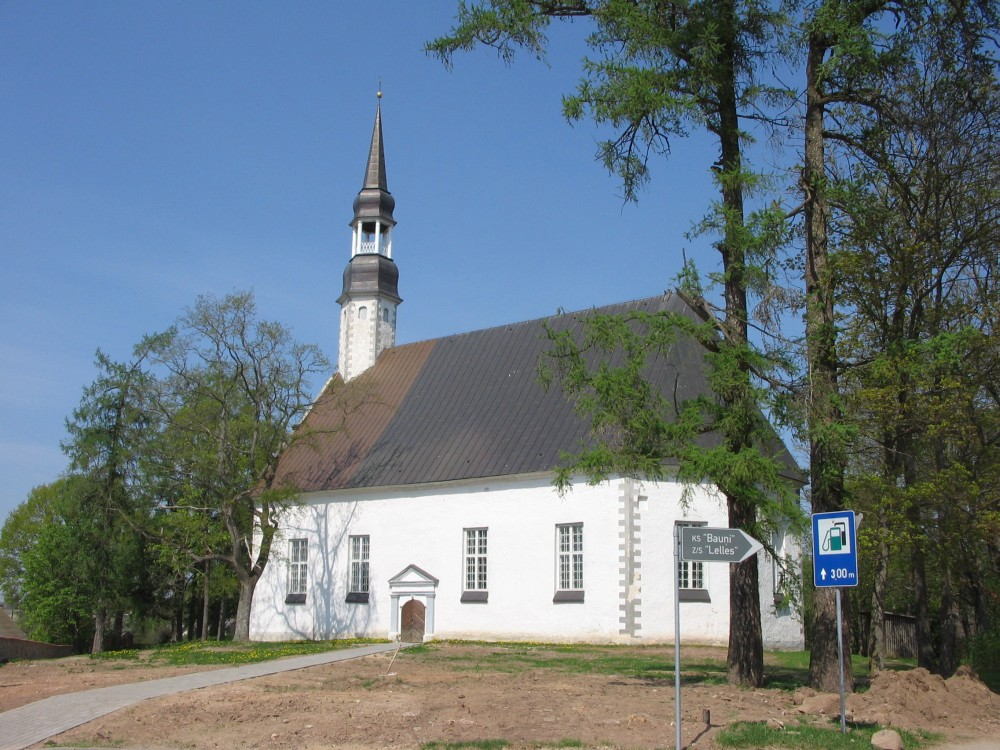
Лютеранская церковь Св. Матфея

Ма́тиши (латыш. Matīši) — населённый пункт в Валмиерском крае Латвии. Административный центр Матишской волости. Находится у перекрёстка региональных автодорог P15 (Айнажи — Матиши) и P16 (Валмиера — Матиши — Мазсалаца). Расстояние до города Валмиера составляет около 25 км. По данным на 2015 год, в населённом пункте проживало 486 человек. Есть начальная школа, библиотека, дом культуры, лютеранская церковь.

## История
Впервые упоминается в 1678 году, когда здесь была построена церковь (архитектор Руперт Бинденшу).
В советское время населённый пункт был центром Матишского сельсовета Валмиерского района. В селе располагался колхоз «Матиши».